# Pseudasphondylia neolitseae
Pseudasphondylia neolitseae är en tvåvingeart som först beskrevs av Junichi Yukawa 1974.  Pseudasphondylia neolitseae ingår i släktet Pseudasphondylia och familjen gallmyggor. Inga underarter finns listade i Catalogue of Life.